# Vaksamhet

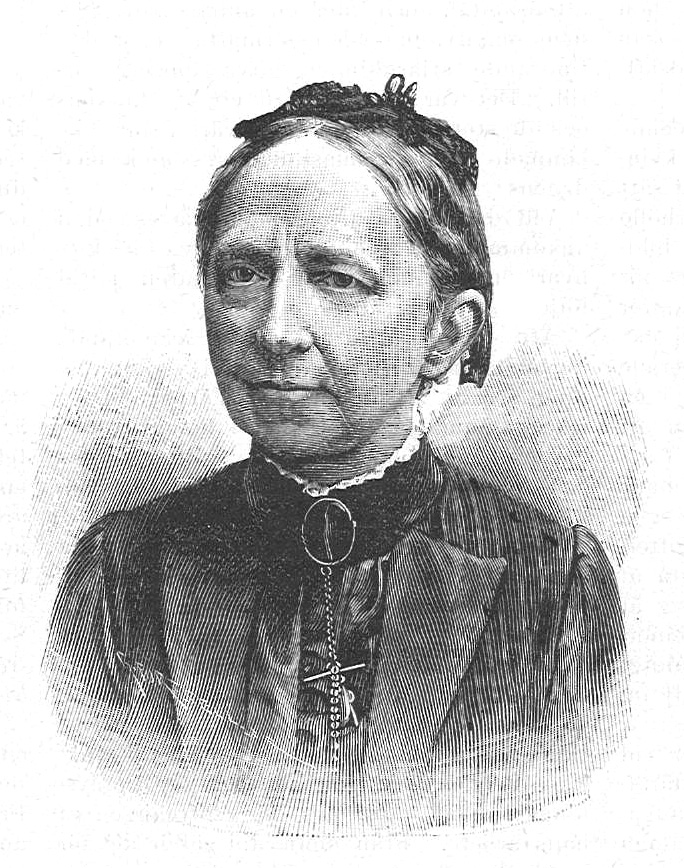
Eva Fryxell Idun 1895, nr 7

Vaksamhet var en svensk förening, grundad 1902 och upplöst 1946. Dess syfte var att bekämpa vit slavhandel, som då var en synonym för trafficking. Det var Sveriges representant bland många nationella föreningar mot vit slavhandel under National Vigilance Association (NVA). Dess verksamhet övertogs av Fredrika Bremer-förbundet 1927, och övergick till KFUK 1946.

## Bakgrund och bildande
År 1899 hölls en kongress i London om den vita slavhandeln. Sverige representerades av 15 personer, bland dem riksdagsledamoten Hugo Tamm och Gertrud Adelborg från Fredrika-Bremer-förbundet (FBF). Hugo Tamm, Gertrud Adelborg och Clara Wahlström tillhörde sedan grundargestalterna av Vaksamhet. Föreningen var en av flera europeiska ”Nationalkommittéer för bekämpandet av den vita slavhandeln” i Europa.
Den svenska nationalkommittén bildades 1902 och stiftade sedermera föreningen Vaksamhet, som konstituerades 1904. Vaksamhet hade sin centralbyrå i Stockholm, på Tunnelgatan 25, och en lokalkrets i Göteborg med byrå på Drottninggatan 71. 
Under 1908 hade centralbyrån meddelat råd, upplysningar och hjälp åt 170 flickor. Dessutom inrättade Vaksamhet hem och pensionat där unga kvinnor på genomresa kunde finna en billig och trygg bostad.

## Verksamhet
Vaksamhet verkade för en hårdare lagstiftning med skärpta straff, och att underlätta att fälla slavhandlare över nationsgränserna, och det upprätthöll kontakter med sina motsvarigheter i andra länder. Dess praktiska arbete bestod i att kontrollera och rekommendera säkra arbetsplatser och tjänster i utlandet för kvinnor. Detta sköttes av Clara Wahlström på Vaksamhets upplysningsbyrå, och var kostnadsfri och tillgänglig för alla. 
Clara Wahlström beskrivs som föreningens ledande företrädare och hon satt i styrelsen från dess grundande till sin död 1941. Hon representerade Vaksamhet på de internationella konferenserna och kongresserna, höll föredrag i Sverige, och upprätthöll kontakten med den internationella föreningen, National Vigilance Association (NVA). Hon skrev Vaksamhets informationsmaterial, och representerade regelbundet Vaksamhet i den svenska pressen.   
Vaksamhet hade som mest 800 medlemmar. Bland dess medlemmar och engagerade fanns kungafamiljen, familjerna Hierta och Bonnier, var engagerade, Lydia Wahlström och Eva Fryxell. 

### Prostitution
Många av dess medlemmar var även verksamma i Federationen, vars verksamhet i praktiken hade upphört när Vaksamhet bildades, eftersom den uppfattades som pornografisk på grund av sina beskrivningar av prostitution, könssjukdomar och andra sexualrelaterade ämnen i sin tidning Sedlighets-vännen, vilket ledde till att den anklagades för att bidra till osedligheten i samhället snarare än att motverka den och därmed hade misslyckats med sitt mål. Vaksamhet bildades av Federationens ordförande Hugo Tamm, och föreningen skulle i själva verket föra fram även Federationens frågor. 
Vaksamhet uttryckte nämligen redan från början att reglementerad prostitution och bordellsystemet var en av orsakerna till den vita slavhandeln och att man inte kunde motverka det ena utan det andra. Internationellt ville rörelsen mot den vita slavhandeln helst undvika detta samband därför att Frankrike och Italien till skillnad från de protestantiska länderna inte var anhängare av Sociala renhetsrörelsen utan såg reglementera prostitution som ett nödvändigt ont. Under kongressen i London 1913 införde dock NVA slutligen principbeslutet att bordellsystemet och den reglementerade prostitutionen var orsaker till den vita slavhandeln och därför även borde bekämpas.